# Škoda Icerink
Škoda Icerink či Padok Icerink je zimní stadion ve Strašnicích v Praze 10 v ulici Přetlucká 3422/23. Je určen pro veřejné bruslení, využívají ho také děti ze škol a školek. Fungují zde také krasobruslařské a hokejové kluby. Nachází se zde dvě ledové plochy o rozměrech 28 x 56 metrů. Majitelem stadinu je od roku 2020 firma Pexanova.[zdroj?]

## Historie

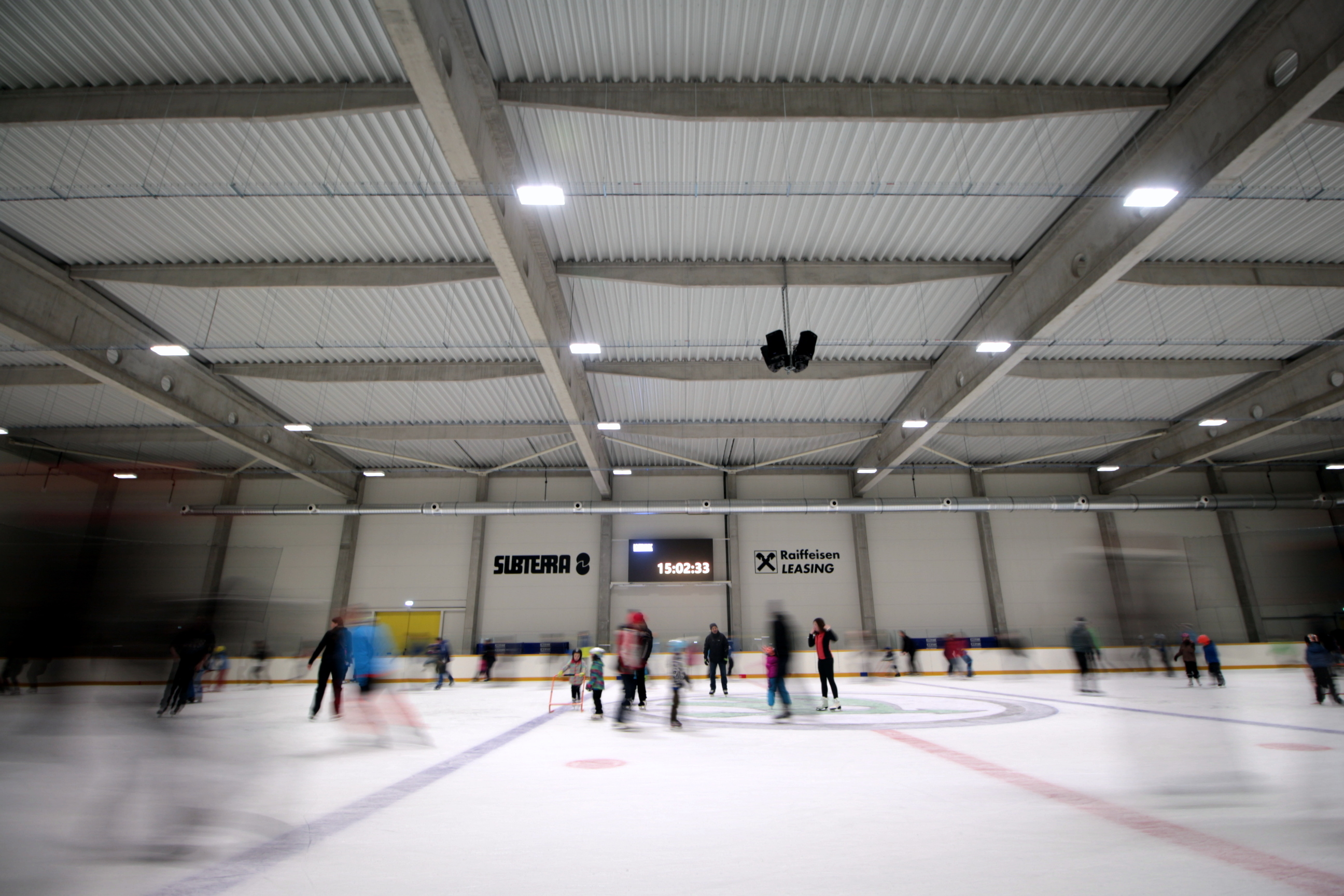
Ledová plocha

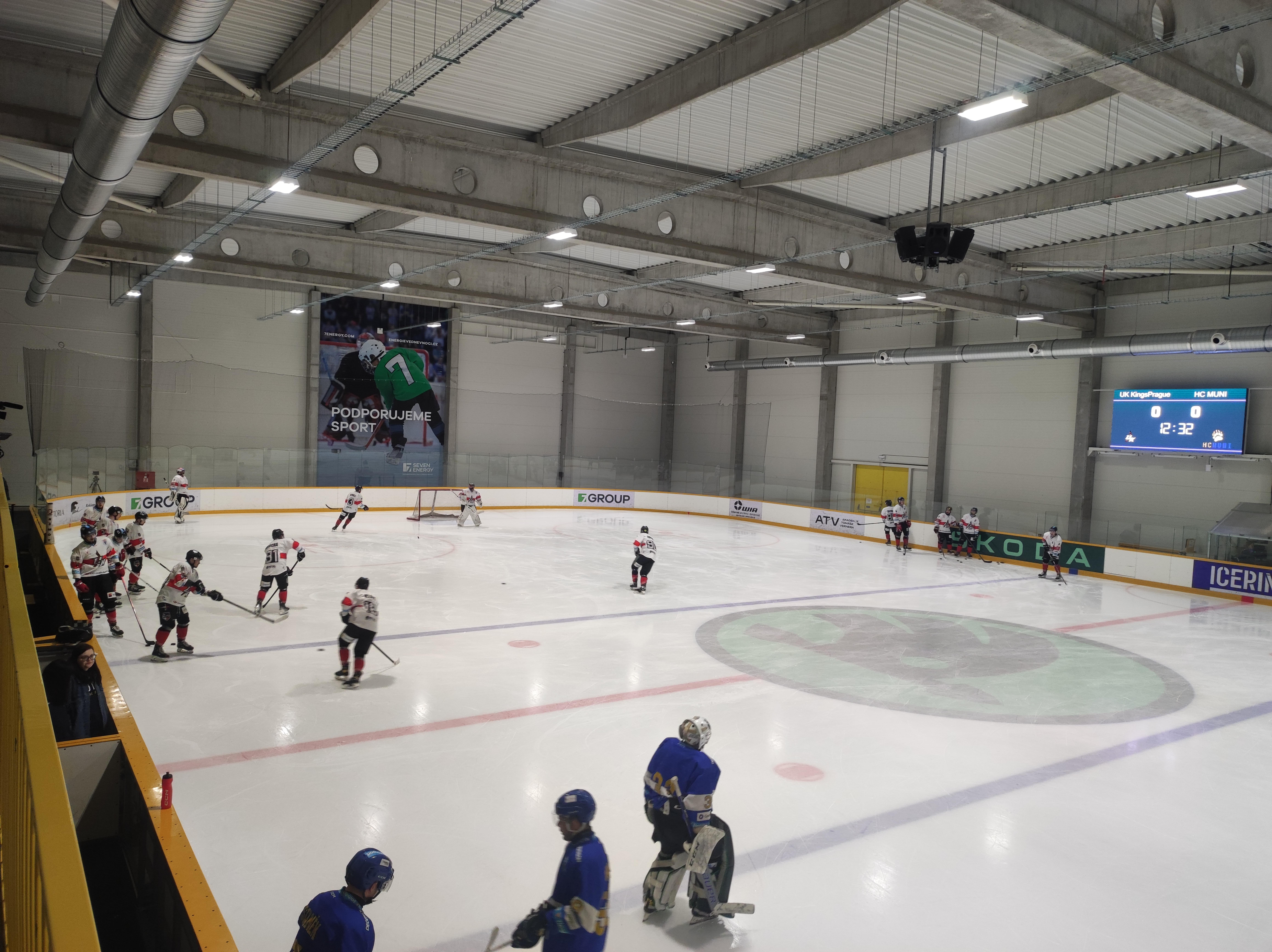
Druhá ledová plocha

Stadion byl postaven v roce 2017 za 170 milionů korun, slavnostně byl otevřen 6. února 2018. Investorem byla firma Padok Investments, penězi přispívali také soukromníci. Generálním dodavatelem byla firma Subterra. Stadion postavený podle projektu arch. Břetislava Plachého (Ateliér A+B) získal ocenění Stavba roku 2018.
K 1. březnu 2020 převzala stadion i veškeré závazky s ním související firma Pexanova podnikatele Petra Nešetřila. Převzetí předcházelo období finančních problémů souvisejících s omezením provozu kvůli pandemii covidu-19.

### Externí odkazy

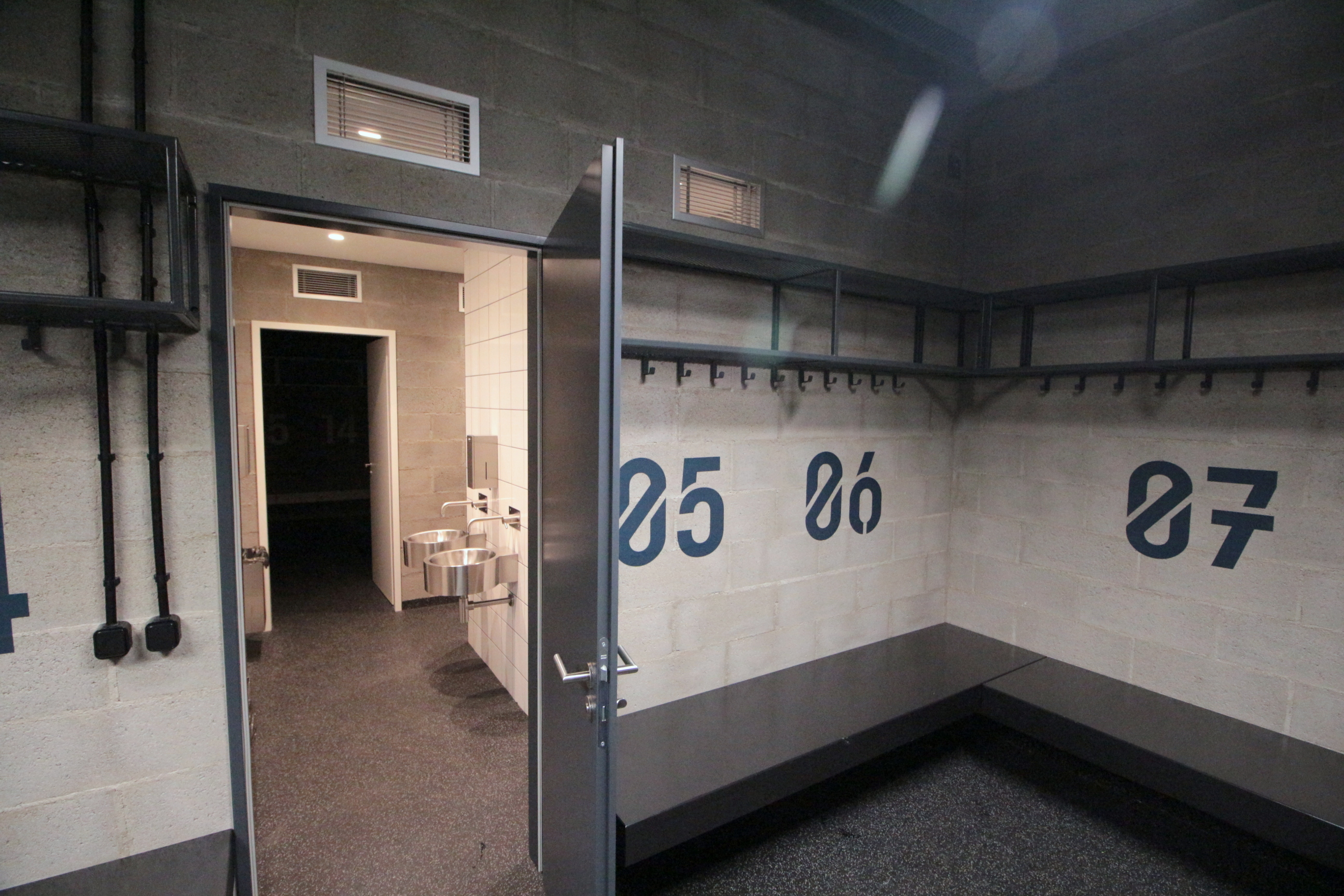
Pohled do interiéru šaten

## Technický popis
Významným architektonickým znakem stavby je předsazená hliníková bíle natřená fasáda připomínající strukturu ledu, za jejím návrhem a dalšími designovými prvky stojí studio Vrtiška • Žák. Stavba je koncipována s velkým ohledem na funkčnost a ekonomii provozu, přičemž si zachovává moderní vzhled. V době dokončení se jednalo o 9. zimní stadion v Praze.